# TTA
TTA je tričrkovna kratica za True Audio (v angleščini Pravi, resnični zvok), ki je prost brezizguben zvočni kodek, ki omogoča do 2-kratno stiskanje zvočnih zapisov.